# Leptocolea cuneifolia
Leptocolea cuneifolia là một loài Rêu trong họ Lejeuneaceae. Loài này được (Stephani) A. Evans mô tả khoa học đầu tiên năm 1911.